# Des Châtels (Québec)
Des Châtels est un des 35 quartiers de la ville de Québec et un des quatre qui sont situés dans l'arrondissement de la Haute-Saint-Charles. Son nom est dérivé de celui de l'ancienne ville de Neufchâtel; le quartier correspond à la partie ouest de cette ancienne ville.

## Portrait du quartier
Le quartier, en forme de «L», comprend toute la partie de l'arrondissement située à l'ouest du boulevard de l'Ormière, plus la partie à l'est de ce boulevard et au sud de la rue Durand. Sa limite au sud-est est la rivière Saint-Charles. Il comprend une bonne quantité de terrains non développés, surtout dans sa partie ouest. Certaines terres sont agricoles ou en friche, d'autres sont boisées.

## Artères principales
- Autoroute Henri-IV (autoroute 573)
- Avenue Chauveau (route 358)
- Boulevard Bastien
- Boulevard de l'Ormière (route 371). Cette artère principale du sud du quartier correspond à un chemin datant du Régime français[1].
- Boulevard des Cimes
- Boulevard Saint-Claude / Route Sainte-Geneviève (route 369)
- Rue Monseigneur-Cooke

## Parcs, espaces verts et loisirs
- Parc Chauveau
- Parc de la Chaumière
- Parc Des Brumes
- Parc des Musiciens
- Parc Des Sureaux
- Parc linéaire des rivières Saint-Charles et du Berger
- Parc Montchâtel
- Parc Saint-André
- Parc Véga
- Parc Vanier

## Édifices religieux

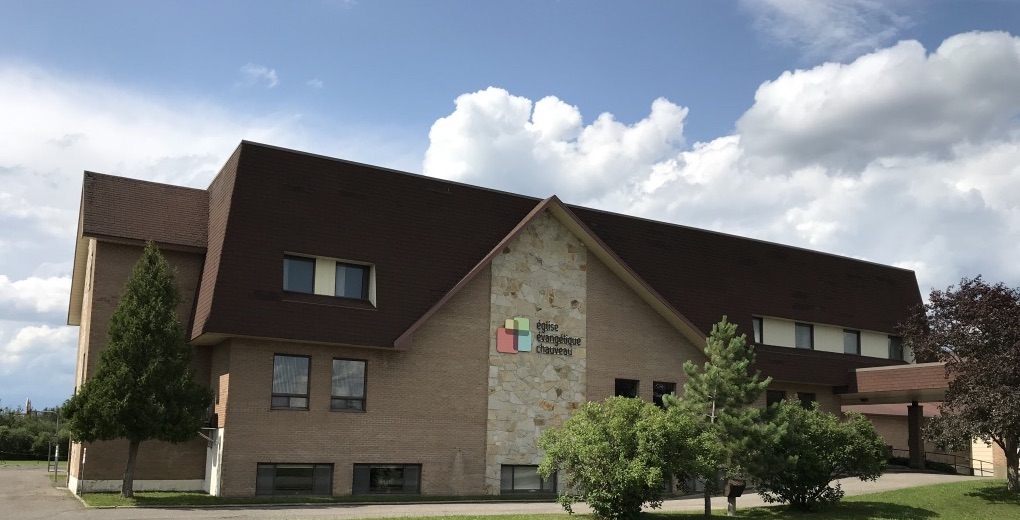
Bâtiment de l’Église évangéliste Chauveau

- Église Chauveau  (Association d'Églises baptistes évangéliques au Québec, une région de The Fellowship)
- Le quartier fait partie de la paroisse catholique de Saint-Ambroise (Église catholique au Canada) dont l'église est à Loretteville.
- Salle du Royaume des Témoins de Jéhovah (boulevard de l'Ormière)

## Lieux d'expositions
Le principal lieu d'exposition et de spectacles est situé à la bibliothèque de Neufchâtel.

## Commerces et entreprises
- Carrefour Bastien
- Carrefour Neufchâtel
- Centre commercial Neufchâtel
- Centre commercial Place l'Ormière
- Centre de distribution de Simons (bâtiment avec la plus grande superficie)

Rues Commerciales
- Boulevard de l'Ormière
- Rue Racine

## Lieux d'enseignement
- Centre de services scolaire de la Capitale:
  - Centre de formation professionnelle de Neufchâtel
  - École d'éducation internationale Notre-Dame-des-Neiges
  - École primaire de La Chaumière
  - École primaire Saint-Claude
  - École secondaire de Neufchâtel

- École privée
  - École l'Eau Vive

## Autres édifices notables
- Le Centre communautaire Michel-Labadie où sont pratiqués la plupart des sports et loisirs du quartier. La patinoire et la piscine municipale s'y trouvent.
- La Bibliothèque de Neufchâtel est la seule bibliothèque du quartier et contient une salle d'exposition où il se déroule parfois des spectacles.

## Histoire
Neufchâtel était un vaste quartier de l'ancienne ville de Québec qui a été réparti, avec les fusions de 2002, dans les arrondissements de la Haute-Saint-Charles (quartier des Châtels) et Des Rivières (quartier Neufchâtel-Est–Lebourgneuf). 
La fondation de la paroisse Saint-Ambroise-de-la-Jeune-Lorette en 1795 marque le début de la colonisation du territoire. Cependant dès la fin du XVIIe siècle on trouve dans la région des Hurons qui s'y sont installés après avoir quitté leur établissement de Lorette (aujourd'hui, L'Ancienne-Lorette). Leur réserve de Wendake se trouve maintenant un peu à l'est du quartier. C'est d'ailleurs de là que provient le nom de Jeune-Lorette. En 1913, la partie centre de la paroisse se détache et devient la ville de Loretteville, les parties autour du centre conservent le nom de Saint-Ambroise jusqu'en 1963 où la municipalité change son nom pour Neufchâtel. Neufchâtel est intégrée dans la ville de Québec en 1971. Lors des fusions de 2002, elle est intégrée dans les arrondissements de la Haute-Saint-Charles et des Rivières.

## Démographie
Lors du recensement de 2016, le portrait démographique du quartier était le suivant :
- sa population représentait 16 % de celle de l'arrondissement et 2,6 % de celle de la ville.
- l'âge moyen était de 40,7 ans tandis que celui à l'échelle de la ville était de 43,2 ans.
- 76,2 % des habitants étaient propriétaires et 23,8 % locataires.
- Taux d'activité de 69,9 % et taux de chômage de 3,2 %.
- Revenu moyen brut des 15 ans et plus : 46 738 $.

| 1996   | 2001   | 2006   | 2011   | 2016   | 2021   |
| ------ | ------ | ------ | ------ | ------ | ------ |
| 13 820 | 13 315 | 13 360 | 13 065 | 13 690 | 14 450 |

## Personnalités reliées au quartier
- Dorothée Berryman, née sur le boulevard Saint-Claude[4];
- Myriam Bédard, championne olympique de Lillehammer, a grandi dans ce quartier.